# Kjerulf-Gletscher (Südgeorgien)
Der Kjerulf-Gletscher ist ein 11 km langer Gletscher an der Südküste Südgeorgiens. Er fließt vom Mount Sugartop in der Allardyce Range in westlicher Richtung zur Ostseite der Newark Bay.
Der norwegische Geologe Olaf Holtedahl kartierte den Gletscher bei seinem Besuch Südgeorgiens zwischen 1927 und 1928. Er benannte ihn nach seinem Kollegen Theodor Kjerulf (1825–1928).